# Osmorregulación
La Osmorregulación es la forma activa de regular la presión osmótica del medio interno manteniendo los líquidos osmóticos del cuerpo.
Las reacciones metabólicas de las que depende la vida funcionan dentro de un ambiente líquido y requieren para su funcionamiento que las concentraciones relativas de agua y de solutos se mantengan dentro de límites bastante estrechos.
La osmorregulación o regulación osmótica, es por lo tanto, el mantenimiento de la homeostasis del cuerpo respecto a las concentraciones de soluto y al contenido de agua. Esta osmorregulación depende, en gran medida, del movimiento controlado de solutos entre los líquidos internos y el ambiente externo. El proceso también regula el movimiento de agua que sigue a los solutos por ósmosis.
La ósmosis ocurre siempre en que dos soluciones separadas por una membrana semipermeable, difieren en la concentración total del soluto u osmolaridad. Existe un movimiento neto de agua de la solución hipoosmótica hacia la hiperosmótica, hasta que las concentraciones de soluto sean iguales en ambos lados de la membrana.
La unidad de medida de la osmolaridad son los miliosmoles por litro (mOsm), 1 mOsm es equivalente a una concentración total de solutos de 10-3M.
El control de las relaciones hídricas en las células vegetales difiere del control en las células animales. En las células animales como en las vegetales la difusión y la ósmosis son los factores subyacentes involucrados en el control del agua; sin embargo, debe prestarse atención adicional a otros factores como presión osmótica, potencial osmótico y potencial hídrico. En las células animales el potencial osmótico es igual al potencial hídrico. En cambio, en las células vegetales con pared celular, el potencial hídrico es igual al potencial osmótico más la presión de turgencia.
En la mayoría de los animales los fluidos que bañan las células son isosmóticos con los fluidos dentro de las células, esto es, los fluidos dentro y fuera de las células tienen aproximadamente la misma presión osmótica. La concentración total dentro y fuera de las células debe ser similar o la célula se hincharía (citólisis) en una solución hipotónica o se arrugaría (crenación) en una solución hipertónica. Para mantener los fluidos isosmóticos a cada lado de la membrana plasmática, las células animales utilizan constantemente energía para bombear Na+ desde dentro hacia fuera de la célula por transporte activo.
Para las células animales, una solución isosmótica es, en general,  óptima, mientras que para las células vegetales,  una solución isosmótica produce pérdida de turgencia.
La pared celular les permite a los vegetales acumular solutos en su protoplasto a concentraciones mayores que las presentes en el medio externo (apoplasto). En estas condiciones el agua tiende a entrar a la célula por ósmosis provocando un aumento del volumen y de la presión de turgencia por la elasticidad de la membrana plasmática. El aumento del volumen está limitado por la pared celular que, debido a su resistencia mecánica, ejerce una presión sobre el protoplasto que equilibra los potenciales hídricos entre la célula y el medio externo.
Por otra parte, los sistemas de regulación quimiosmóticos de las células de las plantas y hongos difieren fundamentalmente de los que se encuentran en las células animales. Las células animales dependen de las bombas Na+/K+ ATPasas para transportar, en contra de sus gradientes de concentración, 3 Na+ desde el interior de la célula hacia el exterior y 2 K+ desde el exterior al interior. Esta extrusión activa de Na+ crea un gradiente electroquímico a través de la membrana que impulsa transportes activos secundarios simporte y antiporte que, a su vez, regulan la entrada de solutos. En contraste, no se han encontrado Na+/K+ATPasas en las células vegetales. En cambio, las plantas utilizan H+-ATPasas para la extrusión primaria o secuestración de protones generando gradientes electroquímicos de H+, que a su vez impulsan procesos de transporte secundario de solutos a través de sistemas simporte/antiporte H+.

## Osmorregulación en animales.

### Epitelios de transporte
La osmorregulación depende del transporte activo a través de las membranas de las células epiteliales.  El epitelio especializado que regula el movimiento de los solutos se denomina epitelio de transporte.
La función fundamental de los epitelios de transporte es generar los gradientes electroquímicos mediante los cuales se transportan en sentido unidireccional iones y solutos. Esto se lleva a cabo por la distribución asimétrica de los sistemas de transporte (canales, ATPasas, cotransportadores, intercambiadores)  en las membranas apical y basal de las células epiteliales polarizadas. La superficie apical está en contacto con el ambiente externo o con el lumen del órgano y la membrana basal se apoya en la lámina basal y esta se une a su vez al tejido conjuntivo. La dirección del transporte depende del dominio de la membrana en que se localiza el transportador.
Los mecanismos de transporte poseen la capacidad de alejar los solutos del estado de equilibrio electroquímico y dado la dependencia de la ATPasa Na+/K+, que se localiza en la membrana basal de la célula,  el transporte transepitelial consume energía. Otros transportadores dependientes de ATP participan también en el transporte epitelial, como la ATPasa H+.

### Osmorregulación en diferentes ambientes

#### Ambientes acuáticos
La homeostasis de los fluidos corporales depende de la concentración de solutos de los fluidos del cuerpo y tejidos en el estado estacionario y de la concentración de solutos en el medio externo.
Los animales acuáticos se han adaptado a gran variedad de hábitats, desde el agua dulce con pocos solutos en disolución (0.01-05 ppt y una osmolaridad de 1-10 mOsm) hasta condiciones de elevada salinidad (el agua de mar contiene cerca de 35-36 ppt, equivalente a 1000-1150 mOsm), y por lo tanto, los problemas de regulación osmótica a los que se enfrentan son muy diferentes.
Por otra parte, cada especie de organismo puede funcionar en un cierto rango de concentración osmótica del entorno.
- Estenohalinos: organismos que toleran un rango estrecho de salinidad del ambiente externo, ya sea de agua dulce o marina.
- Eurihalinos: organismos que toleran un amplio rango de salinidad del ambiente externo, ya sea de agua dulce o marina.
  - cambios a corto plazo: en estuarios 10-32 ppt, intermareal 25-40 ppt.
  - cambios a largo plazo: peces diádromos.

Tanto los invertebrados como los peces regulan en estos ambientes empleando las branquias,  órganos excretores, e incluso en algunos teleósteos la vejiga urinaria, intestino u órganos especiales como las células de cloruro y, en los seláceos, la glándula rectal.
Existen dos estrategias osmorreguladoras básicas: el osmoconformismo y la osmorregulación.
Los animales osmoconformistas están en equilibrio osmótico con el medio en que viven. Estos animales son entonces isoosmóticos con el medio externo. Poseen superficies corporales que son permeables a las sales y al agua, de tal forma que sus condiciones internas varían de acuerdo con los cambios en el ambiente externo. Los osmoconformistas, con frecuencia, habitan en agua que tiene una composición muy estable y, por lo tanto, tienen una osmolaridad interna muy constante.
Algunos osmoconformistas son eurihalinos y penetran en aguas salobres tolerando aguas marinas diluidas. Por ejemplo, el cangrejo Carcinus, tolera diluciones de agua de mar hasta del 60 %, disminuyendo su osmolaridad interna de 500 mOsm hasta aproximadamente 37 mOsm.
En algunos osmoconformistas la concentración de los iones más importantes es similar a la del agua de mar (ionoconformistas), pero en otros difiere sustancialmente (ionorreguladores). Por ejemplo, varios invertebrados marinos tienen la misma concentración de magnesio que el agua de mar, pero otros tienen concentraciones mucho más bajas de este ion. Lo mismo ocurre con el sulfato.
A diferencia de los osmoconformistas, los osmorreguladores mantienen una osmolaridad interna relativamente estable a pesar de las variaciones en la osmolaridad del ambiente externo. Cuando la osmolaridad de los fluidos corporales de un animal es mayor que la del medio externo, como en los animales de agua dulce, se lo denomina hiperosmótico. Si por el contrario, la osmolaridad del animal es menor que la del ambiente, como en los peces teleósteos marinos, el animal es hipoosmótico con respecto a su medio.
La osmorregulación tiene un costo energético que depende de la permeabilidad de la superficie del animal respecto al agua y a los solutos, del gradiente osmótico entre el animal y su entorno, y del trabajo que se requiere para bombear los solutos a través de la membrana. La osmorregulación explica casi el 5 % de la tasa metabólica de reposo de muchos peces óseos marinos y de agua dulce.

##### Animales marinos
La mayor parte de los invertebrados marinos son osmoconformistas y su osmolaridad es la misma que la del agua de mar. Sin embargo, difieren considerablemente del agua de mar en la concentración de la mayor parte de los solutos específicos.
Los antecesores de los vertebrados marinos habitaban agua dulce. De hecho, la mayoría de los vertebrados marinos mantienen osmolaridades cerca de un tercio del agua de mar (alrededor de 300-400 mOsm) que han heredado de sus antepasados dulceacuícolas.
Osmóticamente existen tres grupos de vertebrados marinos:
- Isosmóticos con el agua de mar.  Los mixinoideos, grupo de peces marinos sin mandíbula, son el único grupo de vertebrados que tiene la sangre muy semejante al agua de mar, siendo osmoconformistas e ionoconformistas. En los peces elasmobranquios marinos (por ej. tiburones) la concentración sanguínea de iones es un tercio de la del agua de mar. Sin embargo, estos animales son casi isosmóticos en relación con el agua debido a la presencia de moléculas orgánicas (osmolitos): la urea y el óxido de trimetilamina. Estos peces, al ser ligeramente hiperosmóticos, adquieren agua por ósmosis. Como la concentración sanguínea de sales es menor que la del agua circundante, tienden a adquirir un exceso de iones por difusión, en especial, a través de las branquias. El exceso de sales se excreta por el riñón y, por vía extrarrenal, mediante la glándula rectal.
- Hipoosmóticos. Los peces óseos marinos mantienen la concentración de sales de sus fluidos corporales aproximadamente a un tercio de la del agua de mar (250-450 mOsm), Son reguladores hipoosmóticos, ya que sus fluidos corporales están más diluidos que el agua que los rodea; pierden agua por ósmosis y obtienen sales por difusión y de los alimentos que consumen.

Los teleósteos contrarrestan la pérdida de agua y la ganancia de iones principalmente por cuatro sistemas:

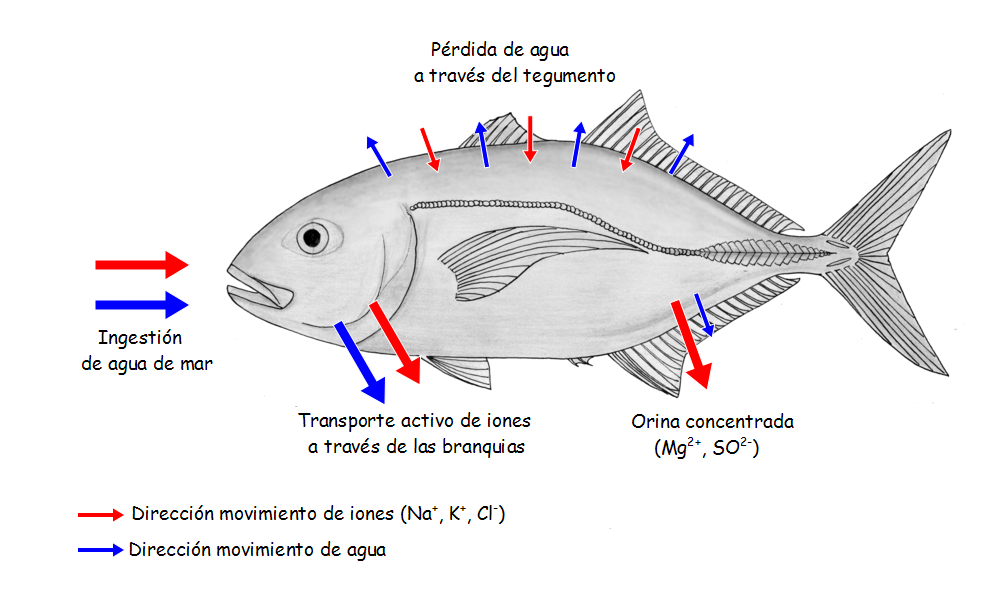
Movimiento de agua y de iones en un pez teleósteo marino

1. Ingestión del agua salada circundante para obtener agua.

2. Absorción del 70 % al 80 % del agua por las paredes del tubo digestivo, particularmente del esófago, y al mismo tiempo absorción de los iones monovalentes (Na+, Cl-, K+). Los principales iones divalentes (Mg2+, Ca2+, SO4)2- se evacuan con las heces.

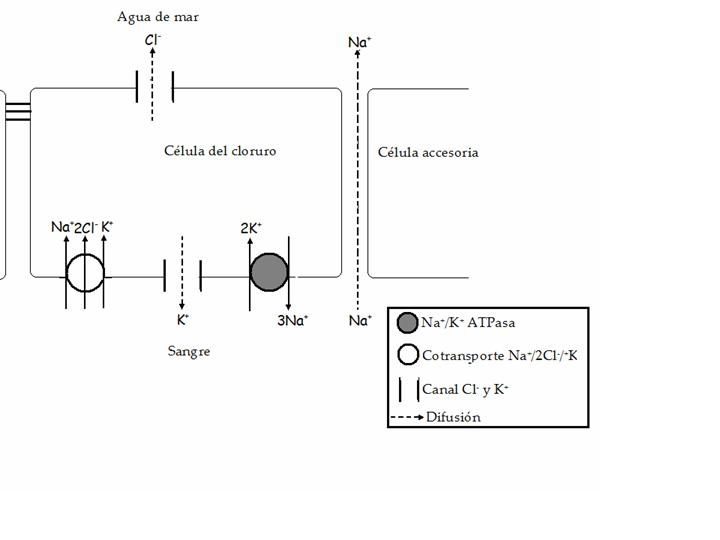
Modelo de la expulsión de ClNa por las células de cloruro de las branquias de peces teleósteos

3. Eliminación de la mayor parte del exceso de sales por transporte activo de sodio y cloro a través de la superficie de las branquias. Las branquias poseen células de cloruro que transportan Cl- hacia el exterior, mediante Na+/K+ ATPasas, cotransportadores Na+/K+/2Cl- y canales cloro.
La bomba Na+/K+ transporta sodio al exterior de la célula y potasio al interior, creando un gradiente electroquímico. El cotransportador Na+/2Cl-/K+, usando el gradiente de concentración que favorece la difusión del Na+, introduce estos tres iones a las células epiteliales a través de la membrana basal. El K+ difunde a través de canales en la membrana basal hacia el fluido extracelular. El Cl-  se expulsa, a través de canales Cl-, al agua de mar por la membrana apical, a favor de su concentración y carga, produciendo un gradiente eléctrico neto.  El Na+ difunde pasivamente al agua de mar por vía paracelular a favor del gradiente eléctrico negativo
4. Excreción del exceso de sales divalentes por el riñón mediante una orina isotónica con altas concentraciones de Mg2+ y SO42-, el volumen de orina es en general muy pequeño.
El resultado neto es la retención de un fluido hipotónico respecto tanto al agua de mar ingerida como a la orina, y que, por lo tanto, restablece el balance de la sangre. Los teleósteos marinos también utilizan el epitelio branquial para la excreción de los desechos nitrogenados (NH3 y NH4+).
- Tetrápodos marinos. Las aves y los reptiles marinos, al igual que los teleósteos, son incapaces de producir una orina hiperosmótica. Estos animales poseen glándulas de la sal específicas mediante las cuales excretan las grandes cantidades de sal que ingieren con el agua de mar y con los alimentos. Estas glándulas pueden producir una solución muy concentrada de cloruro de sodio.

Los mamíferos marinos pueden formar una orina hipersmótica, más concentrada que el agua de mar. Por ejemplo, la orina de las ballenas puede tener una concentración 820 mM Cl-, mientras que el agua de mar tiene una concentración 530 mM. Una ballena que ingiere un litro de agua de mar tiene una ganancia neta de 1/3 de litro de agua. En comparación, el hombre puede producir una orina más concentrada que la sangre pero menos concentrada que el agua de mar y, en consecuencia,  si bebe agua de mar tiene una pérdida neta de 1/3 de litro de agua.

##### Animales de agua dulce
Por lo general los animales de agua dulce tienen los fluidos corporales menos concentrados que las formas marinas filogenéticamente relacionadas. Como la osmolaridad de los fluidos corporales de los invertebrados y vertebrados de agua dulce es mayor que la de su entorno, el agua penetra osmóticamente en su cuerpo, mientras que la sal se pierde por difusión hacia fuera, especialmente en las partes de la superficie permeables para el intercambio de gases, que en los animales acuáticos normalmente son las branquias.

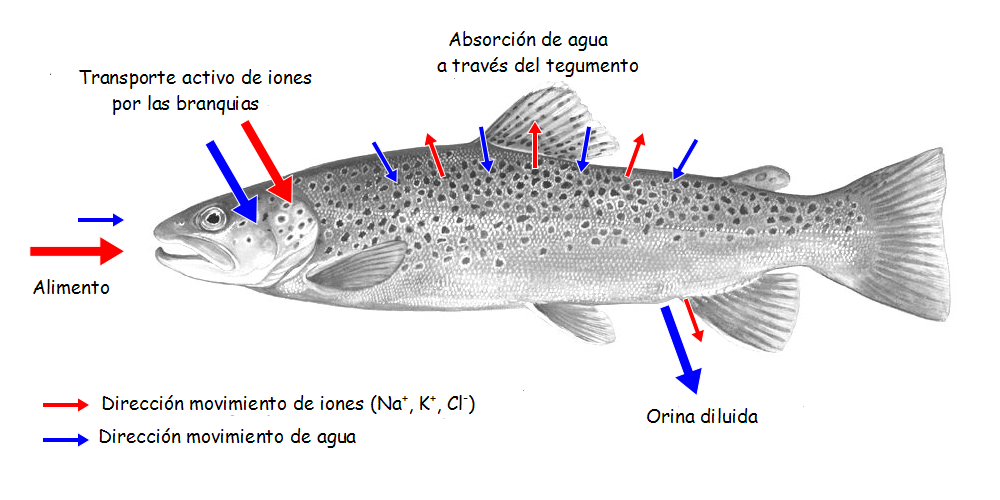
Movimiento de agua y de iones en pez teleósteo de agua dulce

Estos animales son eficaces reguladores hiperosmóticos y exhiben los siguientes mecanismos de control:
- Reducida permeabilidad: disminuye la tasa de intercambio pasivo de solutos y de agua. La permeabilidad de los invertebrados y vertebrados de agua dulce es, por lo general, menor que la de los animales marinos.
- Concentraciones reguladas de orina hipoosmótica con respecto a los líquidos corporales: muchos organismos de agua dulce, incluyendo los peces, mantienen su equilibrio hídrico excretando grandes cantidades de orina muy diluida. Los ejemplos clásicos de las estructuras involucradas en invertebrados, como planarias, rotíferos y nemertinos,  son las células flamígeras (o cuando forman grupos los protonefridios) y las glándulas antenales de los crustáceos. En los vertebrados la reabsorción de iones se produce principalmente en los túbulos del riñón.Modelo de la captación de ClNa por el epitelio branquial de peces teleósteos

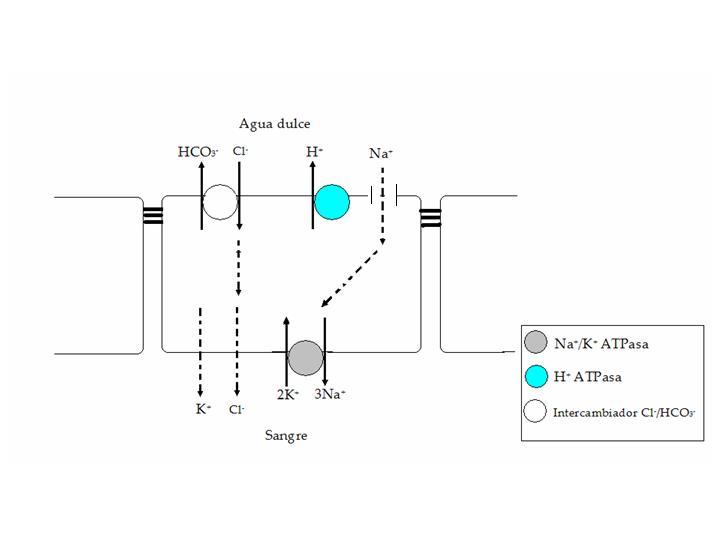
Modelo de la captación de ClNa por el epitelio branquial de peces teleósteos

- Mecanismos de captación de iones: en los peces teleósteos, la captación de iones se realiza por medio de las células de cloruro a nivel de las branquias y se ha observado la excreción de HCO3- en intercambio de Cl- y la captación de Na+ a favor del gradiente electroquímico creado por la bomba protónica apical. Por otra parte, otros modelos postulan que el epitelio de las branquias, por medio de cotransportadores, capta Na+ del agua y los intecambia por NH4+ o H+.

Existen evidencias que sugieren que la captación de Na+ y Cl- tiene lugar en diferentes células.

##### Reguladores hiperosmóticos-hipoosmóticos
Los teleósteos eurihalinos y diádromos regulan hiperosmóticamente a bajas salinidades e hipoosmóticamente a las altas. Los mecanismos de regulación son los descriptos para teleósteos de agua dulce y marinos, respectivamente.
En estos peces, la regulación osmótica está mediada por hormonas que afectan la diferenciación celular y el metabolismo. La hormona esteroide cortisol y la hormona del crecimiento estimulan los cambios de la estructura branquial asociados a la transición de agua dulce a la marina (aumento del número de células de cloruro, regulación down de la bomba protónica, aumento de la actividad de la bomba Na+/K+  y de la secreción de ClNa) mientras que la prolactina estimula los cambios de la estructura branquial que acompañan los pasos inversos asociados al pasaje de agua marina a agua dulce (disminución del número de células de cloruro, disminución de la actividad de la bomba Na+/K+, regulación up de la bomba protónica).

#### Ambientes terrestres
El mayor desafío osmorregulador de los animales terrestres es la deshidratación.
La concentración osmótica de la mayoría de estos animales se encuentra en el rango de 200-500 mOsm, aproximadamente un cuarto a un medio menor que la de un animal marino, pero mayor que la de un animal de agua dulce.

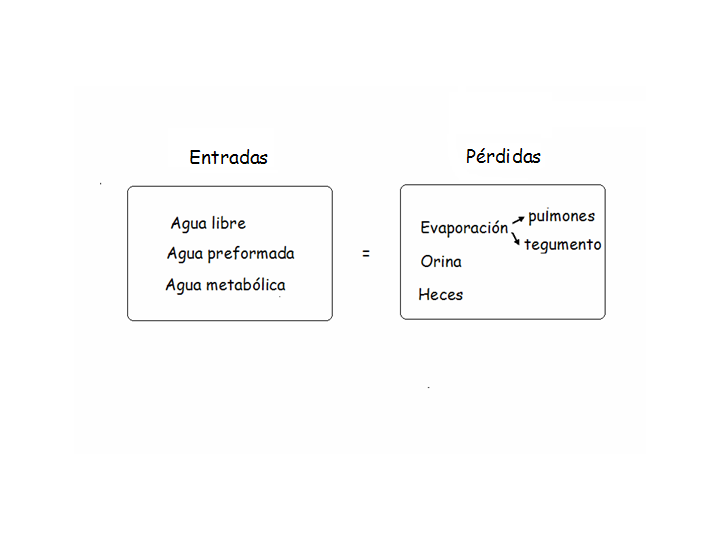
Balance hídrico en un animal terrestre

Los animales terrestres obtienen agua corporal de tres formas, bebiéndola directamente (agua libre), incorporándola junto con los alimentos (agua preformada) y produciendo agua metabólica mediante la oxidación de lípidos, carbohidratos y proteínas. Los vertebrados terrestres pierden agua a través de la excreción de orina y heces, por evaporación a través de las vías respiratorias y por difusión a través del tegumento. Alcanzan el equilibrio hídrico cuando la cantidad total de agua perdida es igual a la cantidad total obtenida. El balance hídrico depende también de la humedad, la temperatura y el viento del entorno. En el balance hídrico de los animales endotermos, cuando el agua es utilizada en la regulación de la temperatura, la pérdida de agua por evaporación se convierte en el factor dominante.
Se distinguen dos grupos de animales con distinta tolerancia a la pérdida de humedad: humídicos y xéricos. Los animales humídicos se deshidratan con rapidez en un ambiente seco y permanecen confinados en un microambiente húmedo con abundante cantidad de agua. Pertenecen a este grupo las lombrices de tierra, las babosas, y gran parte de los anfibios y cangrejos de tierra. Algunos de estos animales, como las babosas y lombrices de tierra,  toleran hasta un 40-80 % de pérdida de agua del cuerpo. Por otro lado, los animales xéricos poseen la capacidad de habitar zonas de climas secos con escasa cantidad de agua. Comprenden los reptiles, las aves, los mamíferos, los insectos y los arácnidos.
Muchos insectos terrestres de zonas templadas toleran la pérdida de un 30-50 % del agua corporal, mientras que los anuros (sapos y ranas) de los mismos ambientes toleran solo un 30 %. Pero, la gran mayoría de las aves y mamíferos, aunque xéricos, no toleran perder más que un 5-10 % del agua corporal. El camello es excepcional al tolerar un 30 %.

##### Mecanismos adaptativos de conservación de agua
- Estrategias conductuales. Diferentes aspectos del comportamiento de los animales contribuyen al balance hídrico, como la búsqueda de microhábitats favorables a la retención de agua, ritmo de actividad nocturno y/o crepuscular y hábitos alimentarios selectivos.

- Especializaciones para la conservación de agua. La baja permeabilidad al agua del tegumento es esencial para reducir la pérdida de agua por evaporación en el medio terrestre. Los grupos que han desarrollado algún tipo de cutícula sobre el cuerpo blando han reducido las tasas de pérdida de agua en uno o dos órdenes de magnitud. El efecto impermeable de la cutícula se debe a la estructura y química de la epidermis y/o de la misma cutícula. En este sentido, los animales más xéricos han evolucionado barreras lípidicas. Así, los insectos, los arácnidos y los reptiles con gruesas cutículas queratinizadas o esclerotizadas con alto contenido de lípidos son los animales más impermeables.[7]

También existen mecanismos especializados en las vías respiratorias de algunos mamíferos de ambientes áridos que disminuyen la pérdida de agua durante la respiración. En general, los pulmones de un animal contienen mayor humedad y están más calientes que el aire atmosférico. El aire que entra a los pulmones tiene menor humedad y está más frío que el aire que sale de los pulmones. Debido a que el aire exhalado está saturado con agua, los animales pueden perder agua al ambiente al espirar. Muchas especies que habitan el desierto han evolucionado un mecanismo de sistema contracorriente temporal, reteniendo la mayor parte del vapor de la respiración y condensándolo en los conductos nasales fríos durante la espiración. Un ejemplo es la rata canguro,Dipodomys merriami.
En los insectos, los espiráculos están provistos generalmente de válvulas o mecanismos de cierre que impiden la pérdida de agua. Se considera que la evolución de tales mecanismos de cierre ha sido muy importante para la adaptación de los insectos a ambientes secos.
Las pérdidas fecales se reducen extrayendo agua de las heces antes de eliminarlas.  En comparación entre distintas especies de insectos, la facultad de reabsorber gran cantidad de agua de las heces se ha relacionado con la presencia de las glándulas rectales.
En los mamíferos, la coprofagía, reingestión de las heces, aumenta la eficiencia en la utilización de los alimentos y, por lo tanto, reduce el volumen final de las heces. En consecuencia, la cantidad de agua que se pierde con las heces se reduce correspondientemente.
Algunos animales terrestres, tanto humídicos como xéricos, entran en estado de latencia en respuesta a una carencia de agua. Durante el estado de latencia la tasa metabólica disminuye. La disminución del metabolismo reduce la demanda de O2 y por lo tanto la pérdida de agua por evaporación respiratoria. Por otra parte, en este estado se produce menor cantidad de productos nitrogenados y otros desechos, lo que permite reducir la excreción urinaria.
La excreción de los desechos nitrogenados presenta un problema especial en la conservación de agua. El producto final de la degradación de las proteínas es el amoníaco, una sustancia muy tóxica pues aumenta el pH.  Para eliminar un gramo de nitrógeno en forma de amoníaco se necesitan entre 300-500 ml de agua. Los animales acuáticos, como la mayor parte de los invertebrados acuáticos y los peces teleósteos, excretan principalmente amoníaco por difusión en el agua. Son amoniotélicos.
Los animales terrestres detoxifican el amoníaco al convertirlo en urea o en ácido úrico.
Los animales ureotélicos, como los anfibios, los mamíferos y los peces cartilaginosos, excretan urea como principal producto de desecho. La urea también es soluble en agua, pero solo se requieren 50 ml de agua para eliminar 1 g de nitrógeno de esta forma. Los animales que excretan ácido úrico se denominan uricotélicos. Los insectos, los reptiles, las aves y algunos anfibios son uricotélicos. El ácido úrico precipita fácilmente por su baja solubilidad y supone muy poca pérdida de agua. Los uricotélicos necesitan 10 ml de agua para eliminar 1 g de N de esta forma.
- Especializaciones para la obtención de agua. Un pequeño grupo de artrópodos sin alas ha desarrollado la capacidad de extraer agua del aire no saturado. La lista incluye a las garrapatas, algunos insectos apterigotas y algunos pterigotas como piojos, pulgas y ortópteros, y unos pocos escarabajos y orugas. La cucaracha del desierto (Arenivaga investigata) y algunas garrapatas adquieren agua a través de la boca, mientras que los gusanos de la harina (Tenebrio) y los insectos del fuego (Termobia) absorben agua por el recto.  Las especies que poseen esta capacidad habitan ambientes prácticamente desprovistos de agua libre.[12][7]

##### Órganos reguladores
En los animales terrestres, los órganos excretores no solo actúan en la eliminación de los desechos orgánicos, sino que además son los principales órganos osmorreguladores. Estos órganos regulan el contenido de agua y consecuentemente el balance de sales. Entre ellos se encuentran los nefridios, túbulos comunicados con el exterior del cuerpo a través de un poro.  Comprenden los protonefridios de los platelmintos, los metanefridios de los anélidos, los tubos de Malpighi de los insectos y arácnidos y un sistema más complejo, en que el riñón es el órgano principal, en los vertebrados. Hay ciertos principios básicos que comparten todos los sistemas excretores: los procesos de secreción (transporte activo de solutos desde la sangre hacia los túbulos renales)  y reabsorción selectiva (transporte selectivo de sustancias desde los túbulos renales hacia la sangre) son comunes a todos ellos, excepto en la etapa inicial del proceso, en que existen dos mecanismos: la ultrafiltración y la secreción.
En la mayoría de los taxones animales, los líquidos se introducen en los túbulos renales por ultrafiltración. La presión hidrostática fuerza a la sangre o líquido celómico al lumen del órgano osmorregulador a través de una membrana semipermeable. La membrana actúa como un filtro, reteniendo las células sanguíneas, proteínas y otras moléculas de gran tamaño, pero permitiendo el paso del agua, iones y pequeños solutos como aminoácidos y azúcares.
Un pequeño grupo de animales, entre los que se encuentran los insectos, utiliza un sistema diferente donde la orina primaria es producida por un proceso de secreción activa de solutos. Bombas de membrana transportan los iones desde los líquidos generales del cuerpo al lumen del órgano excretor. La secreción activa de un soluto puede conducir a un flujo pasivo de agua y otros solutos. En los sistemas de ultrafiltración, se invierte energía en el mantenimiento de una elevada presión sanguínea, mientras que en los sistemas de secreción, se requiere energía para el transporte activo.
Animales humídicos
El órgano excretor típico de los invertebrados humídicos es un tubo simple o ramificado que se abre al exterior a través de un poro nefridial. Existen dos tipos: los protonefridios y los metanefridios.
- Platelmintos. Los protonefridios de los platelmintos constituyen el sistema excretor tubular más simple. Consisten en un conjunto de tubos, cada uno de ellos se abre al exterior por uno de sus extremos y por el otro se ramifica, terminando cada rama en una célula bulbosa ciliada denominada célula flamígera. El fluido intersticial que baña los tejidos del animal pasa a través de la célula flamígera y entra al sistema tubular, siendo propulsado hacia el exterior por el movimiento de las cilias. El fluido excretado es muy diluido, balanceando la entrada de agua del ambiente hipoosmótico. Los túbulos están revestidos por un epitelio de transporte especializado en la reabsorción de ciertas sales. El mecanismo celular de la osmorregulación es similar al mecanismo de captación de iones de las células del epitelio branquial de los peces, pero involucra la reabsorción del filtrado de orina hacia el cuerpo.[7]

- Anélidos. Los metanefridios se encuentran en los anélidos, incluyendo a las lombrices de tierra. Cada metanefridio consiste en un túbulo sinuoso con un embudo ciliado (nefrostoma) en un extremo, y en el otro extremo un poro excretor (nefridioporo) que se abre al exterior. En los sistemas metanefridiales el primer paso en el proceso de excreción (ultrafiltración) tiene lugar entre las digitaciones de células especiales (podocitos) que revisten a los vasos sanguíneos. La presión de la sangre fuerza a los fluidos a través de la lámina basal del celoma y por el movimiento de las cilias el fluido celómico es dirigido al nefrostoma y túbulo. A medida que el fluido circula a lo largo del túbulo, el epitelio de transporte que reviste el lumen bombea sales esenciales fuera del túbulo, las sales son reabsorbidas por la sangre que circula por los capilares circundantes. En la mayoría de las especies de oligoquetos el producto es hipoosmótico. Sin embargo en algunas de las especies de lombrices de tierra más grandes, como Pheretina de la India, los nefridios son enteronéfricos y se abren en el tubo digestivo reabsorbiéndose agua en el recto.[7]

- Anfibios. Los riñones de los anfibios funcionan de manera semejante a los de los peces de agua dulce y solo pueden excretar orina hipoosmótica. Cuando se encuentran en agua dulce, el tegumento del anfibio incorpora sales del agua por transporte activo y los riñones excretan una orina diluida. En tierra, cuando el principal problema osmorregulador es la deshidratación, los anfibios conservan agua reabsorbiéndola a través del tegumento de la vejiga urinaria.[7]

Animales xéricos
La pérdidas urinarias se restringen aumentando la concentración de la orina. Los mamíferos al igual que los insectos y las aves, producen orina hiperosmótica respecto al plasma.
- Insectos y arañas. Los insectos y las arañas tienen un sistema excretor exclusivo, los tubos de Malpighi, que actúan en colaboración con unas glándulas especiales de la pared del recto. Las sales, principalmente de potasio, son secretadas activamente dentro de los tubos. Esta secreción primaria de iones crea un arrastre osmótico que vacía agua, solutos y desechos nitrogenados hacia el interior del tubo. Una vez formada la orina, esta pasa al recto, donde la mayor parte del agua y del potasio son reabsorbidos por glándulas rectales especiales. El ácido úrico y otros desechos se eliminan con las heces. Se considera que este sistema excretor exclusivo ha contribuido al gran éxito de los insectos sobre la tierra, donde la conservación de agua es esencial.[12]

- Vertebrados. En los vertebrados la unidad funcional del riñón es un túbulo denominado nefrón. Cada uno de los nefrones comprende dos componentes, íntimamente relacionados estructural y funcionalmente, un componente vascular y un componente tubular.

La porción dominante del componente vascular es el glomérulo, ovillo de vasos capilares, que filtran parte del agua y solutos de la sangre. El líquido filtrado, que es casi idéntico en composición al plasma, ingresa en los túbulos del nefrón, donde varios procesos de transporte lo convierten en orina.
La sangre llega al riñón por una rama de la aorta, la arteria renal,  que se ramifica formando las arteriolas aferentes. La sangre arterial fluye a cada nefrón a través de una arteriola aferente que conduce al glomérulo. Luego, los capilares glomerulares confluyen formando la arteriola eferente, a través de la cual la sangre que no se ha filtrado al componente tubular abandona el glomérulo. Las arteriolas eferentes se ramifican en una extensa red de capilares, los capilares peritubulares, que rodean a los túbulos renales y son importantes en el intercambio entre el sistema tubular y la sangre durante la conversión del líquido filtrado en orina. La sangre de los capilares peritubulares es recolectada por vénulas que se unen para formar la vena renal, a través de la cual la sangre deja el riñón.
El componente tubular del riñón es un tubo hueco, lleno de líquido, formado por una sola capa de células epiteliales. Sobre la base de diferencias en estructura y función, se lo divide arbitrariamente en varios segmentos. El componente tubular comienza en la cápsula de Bowman, copa de doble pared que rodea el glomérulo,  que recibe el filtrado de los capilares glomerulares.  De la cápsula de Bowman, el líquido filtrado pasa la túbulo contorneado proximal, que se ubica dentro de la corteza renal. En esta porción tiene lugar la reabsorción y secreción no controlada de sustancias.
El siguiente segmento, el asa de Henle,  establece un gradiente osmótico en la médula renal que influye en la capacidad del riñón de producir orina con diferentes concentraciones. Los segmentos del asa de Henle poseen diferencias anatómicas y funcionales. De acuerdo a eso, el asa de Henle se divide en la rama descendente delgada, la rama ascendente delgada y la rama ascendente gruesa.
La última porción del nefrón se encuentra en la zona cortical; es un túbulo flexuoso, el túbulo contorneado distal, que desemboca en el conducto colector. El conducto colector desemboca en la pelvis renal, una cavidad en la que se colecta la orina antes de pasar al uréter.
Por la ubicación y longitud de algunas de sus estructuras se distinguen dos tipos de nefrones: nefrones corticales y nefrones yuxtamedulares. Todos los nefrones se originan en la corteza renal, pero mientras que los glomérulos de los nefrones corticales se encuentran en la zona externa de la corteza, los de los nefrones yuxtamedulares, se encuentran en la zona interna de la corteza, muy cerca de la médula renal. Además, los nefrones corticales presentan asas de Henle cortas, en contraposición con los nefrones yuxtamedulares cuyas asas de Henle más largas penetran profundamente en la médula.  Estos últimos tienen importancia fisiológica, pues son los principales responsables de la concentración de la orina.
Por otra parte, las arteriolas eferentes de los nefrones yuxtamedulares drenan no solo en la red peritubular, sino que también forman asas vasculares, denominadas vasos rectos,  que corren en asociación con las asas de Henle y en cuyas ramas la sangre fluye en sentido opuesto.

En los nefrones yuxtamedulares, las características de contracorriente del asa de Henle y de los vasos rectos facilitan el mantenimiento de un marcado gradiente osmótico entre la médula y la corteza. El funcionamiento de este sistema contracorriente multiplicador depende de la reabsorción activa de sodio en la rama gruesa del asa de Henle, que genera una hiperosmolaridad en el intersticio y en el líquido de la rama descendente del asa de Henle.

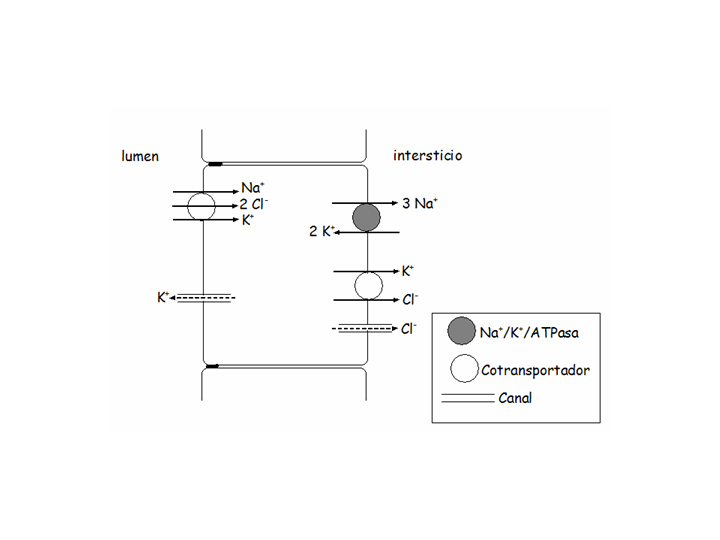
Mecanismo de transporte de sodio, potasio y cloro en la rama gruesa ascendente del asa de Henle.

Las características funcionales del sistema son las siguientes: en la rama ascendente gruesa del asa de Henle se reabsorbe sodio de forma activa por la acción conjunta del cotransportador Na+/K+/2Cl- de la membrana apical y la bomba Na+/K+ATPasa de la membrana basolateral. El potasio que entra a la célula por acción del cotransportador sale por medio de un canal localizado en la membrana apical o por un transporte acoplado con cloro de la membrana basolateral. El cloro también sale de la célula por un canal cloro de la membrana basolateral.
Dada la impermeabilidad al agua de este segmento, se genera una disociación entre la reabsorción de agua y la sal, lo que lleva a la disminución de la osmolaridad del líquido tubular y al incremento de la del intersticio.  La rama delgada descendente es permeable al agua pero no muy permeable al cloro y al sodio. Debido a que el líquido intersticial circundante ha sido concentrado por el cloro y el sodio reabsorbidos de la rama ascendente vecina, el agua difunde por ósmosis desde el líquido tubular de la rama descendente. En consecuencia, el líquido tubular se concentra cada vez más a medida que circula hacia la profundidad de la médula renal. La rama delgada ascendente, como la gruesa, no es permeable al agua. Sin embargo, lo es al cloro y al sodio. A medida que el líquido tubular concentrado asciende por la rama delgada ascendente, adquiere mayor concentración que el líquido intersticial circundante, de manera que el cloro y el sodio difunden fuera del túbulo. Cuando el líquido tubular alcanza la rama gruesa ascendente, el transporte activo continúa movilizando cloro y sodio desde el líquido tubular hacia el intersticial. La generación de este intersticio hiperosmótico es el mecanismo que le permite al riñón conservar o eliminar agua.
La urea desempeña un papel fundamental en el mecanismo contracorriente multiplicador por su alta concentración en la médula interna y en la papila renal. Esta alta concentración de urea es consecuencia de una recirculación de esta desde la luz del conducto colector hacia el intersticio medular. Los transportadores de urea facilitan su pasaje a través de las células tubulares y vasculares.
Los vasos rectos también constituyen un sistema contracorriente, con vasos descendentes y ascendentes, que llevan sangre en direcciones opuestas a través del gradiente de osmolaridad renal. A medida que el vaso descendente lleva sangre hacia la médula interna, se pierde agua de la sangre y el Cl Na difunde hacia ella. Estos flujos se invierten cuando la sangre fluye en sentido contrario - hacia la corteza- en el vaso ascendente, entonces el agua vuelve a entrar en la sangre y las sales difunden hacia el exterior. Así, el intercambio a contracorriente producido evita que se disipe el gradiente de concentración logrado para la médula. La diferencia con el sistema contracorriente multiplicador es que este último es un sistema activo que crea y multiplica un gradiente.
El ajuste final en la concentración de la orina ocurre en el conducto colector. El conducto colector, permeable al agua pero no a las sales, lleva el filtrado a través del gradiente de osmolaridad del riñón, saliendo agua del filtrado por ósmosis. La úrea que difunde del conducto colector cuando atraviesa la médula interna, forma, junto con el ClNa el gradiente osmótico que permite que el riñón produzca orina hiperosmótica con respecto a la sangre.
Los riñones de los reptiles al tener solo nefrones corticales, producen orina que es, en el mejor de los casos, isosmótica con los fluidos corporales. Por otro lado, el epitelio de la cloaca reabsorbe parte del agua presente en la orina y las heces.
Las aves y los mamíferos, tienen riñones con nefrones yuxtamedulares especializados en la conservación de agua. Sin embargo, los nefrones de la aves tienen asas de Henle mucho más cortas que los nefrones de los mamíferos. De acuerdo al mecanismo de concentración contracorriente multiplicador, cuanto más larga es el asa de Henle de los nefrones yuxtamendulares, mayor es la capacidad de concentrar orina. En consecuencia, las aves no son capaces de concentrar la orina a las osmolaridades logradas por los riñones de los mamíferos. Entre los mamíferos, aquellos capaces de excretar la orina más hiperosmótica, como la rata canguro y otros mamíferos adaptados al desierto, tienen asas de Henle excepcionalmente largas que mantienen marcados gradientes osmóticos en el riñón.
Los tres procesos renales básicos son la filtración glomerular, la secreción tubular y la reabsorción tubular.
Filtración. Consiste en el paso de fluido desde el capilar glomerular al interior de la cápsula de Bowman, debido principalmente a la presión de la sangre en los capilares glomerulares. Los capilares junto con células especializadas, denominadas podocitos, funcionan como un filtro, siendo permeables al agua y a pequeños solutos pero impermeables a las células sanguíneas y moléculas grandes como las proteínas plasmáticas. Por lo tanto, la composición del filtrado glomerular es semejante a la del plasma, pero sin proteínas ni células sanguíneas.
Secreción. A medida que el líquido filtrado fluye a través del túbulo renal se secretan sustancias desde el plasma sanguíneo a la luz de los túbulos.  Los túbulos contorneados proximal y distal son los centros de la mayor parte de las secreciones tubulares. A diferencia del proceso de filtración no-selectivo que se produce en la interfase glomérulo-capilar, la secreción es un proceso muy selectivo que involucra tanto transporte pasivo como activo.
Reabsorción. Con la excepción de las proteínas plasmáticas que son demasiado grandes para atravesar el filtro glomerular todos los componentes del plasma son filtrados y la mayor parte de ellos son nuevamente transferidos desde la luz del túbulo al plasma sanguíneo. Este transporte selectivo de sustancias,  en el que la energía celular se utiliza para transportar materiales desde el fluido tubular al fluido intersticial,  se denomina reabsorción.  Tanto los túbulos contorneados como el asa de Henle contribuyen a la reabsorción. La glucosa, vitaminas y otros nutrientes orgánicos se reabsorben totalmente. La mayor parte del agua filtrada también es reabsorbida por los riñones de los mamíferos y de las aves, permitiendo a estos animales terrestres ahorrar agua disminuyendo el volumen de la orina.

##### Control del equilibrio hidrosalino en animales terrestres
Los riñones y otros órganos especializados de la regulación hidrosalina en los invertebrados y vertebrados terrestres están sujetos al control hormonal, cuya secreción está a su vez controlada por sistemas de retroalimentación negativa. Los receptores de presión o estiramiento suministran información acerca del volumen sanguíneo y los osmorreceptores aportan información relacionada con la presión osmótica sanguínea.
Las principales hormonas involucradas en estos procesos comprenden las hormonas diurética y antidiurética. La hormona diurética promueve la diuresis, la antidiurética la inhibe al modular a los órganos excretores de forma que produzcan un volumen reducido y concentrado de orina.hormona a
Los invertebrados producen ambos tipos de hormonas. En cambio, los vertebrados solo producen la hormona antidiurética
En los vertebrados el equilibrio hídrico se regula por sistemas de retroalimentación negativa. Las señales de estos sistemas son la osmolaridad (osmótica) y el volumen de la sangre (hemodinámica).
- Control de la osmolaridad. Se realiza modificando la permeabilidad al agua de los túbulos distales y del conducto colector de los nefrones mediante la intervención de la hormona antidiurética (ADH) en mamíferos o su análogo arginina-vasotocina (AVT) en no mamíferos.
- Control del volumen. En la regulación del volumen actúan, además de la hormona antidiurética, otras hormonas,  como las que intervienen en el sistema renina-angiotensina-aldosterona.[7]

##### Hormona antidiurética (ADH)
Los riñones controlan la excreción de agua en forma relativamente independiente de los solutos (como Na+, K+, H+, urea). Por lo tanto, puede considerarse que la orina tiene dos componentes: 1) los solutos y el agua asociada y 2) una cantidad de agua pura adicional. La hormona antidiurética (ADH) controla la magnitud de este último componente.

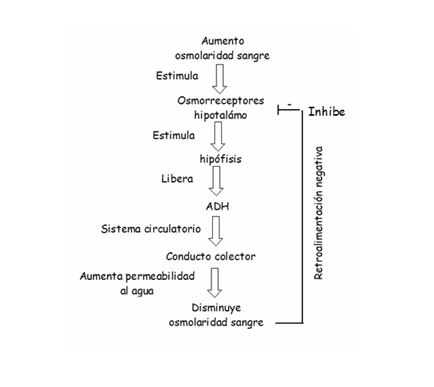
Control por retroalimentación negativa de la secreción de la hormona antidiurética (ADH)

La acción primaria de la ADH consiste en regular la permeabilidad al agua del conducto colector. Esta hormona es producida por el hipotálamo del cerebro y es almacenada y secretada por el lóbulo posterior de la hipófisis en repuesta a los cambios en la osmolaridad de los fluidos corporales (osmorreceptores) y, secundariamente, en el volumen y presión del sistema vascular (receptores de volumen). Las células diana de la ADH se encuentran en el túbulo contorneado distal y especialmente en el conducto colector del nefrón. La permeabilidad al agua del conducto colector es proporcional a los niveles circulantes de ADH.
El mecanismo por el cual la ADH aumenta la permeabilidad tubular al agua involucra unas proteínas, las acuaporinas-canales agua- que se expresan a nivel de las membranas apical y basal del conducto colector medular. La ADH liberada se une a receptores presentes en la membrana basal, y desencadena una cascada de señalización con elevación del AMP cíclico (AMPc), activación de la proteinquinasa A (PKA) y fosforilación de las acuaporinas. La fosforilación de las acuaporinas permite su inserción en la membrana celular, lo que conlleva a un aumento en la permeabilidad de la membrana al agua. Esta respuesta provoca un aumento en la reabsorción de agua y la excreción de un pequeño volumen de orina concentrada, disminuyendo la osmolaridad de la sangre. En ausencia de ADH, las acuaporinas se retiran de la membrana celular. En consecuencia, los conductos colectores son impermeables al agua, por lo que casi toda el agua que sale del túbulo contorneado distal es eliminada por la orina,  produciéndose entonces una gran cantidad de orina diluida y un aumento en la osmolaridad de la sangre. La ADH también estimula la apertura de un transportador de urea, por lo que favorece el gradiente hiperosmolar corteza-médula.

##### Sistema renina-angiotensina-aldosterona (SRAA)
Un segundo mecanismo regulador implica al sistema renina-angiotensina-aldosterona (SRAA). Los riñones responden a una disminución del ClNa sanguíneo, del volumen del líquido extracelular y de la presión sanguínea arterial secretando la enzima renina. La renina cataliza la formación de angiotensina I en el plasma al hidrolizar al angiotensinógeno, una proteína plasmática producida por el hígado. La angiotensina I, mediante una enzima convertidora de angiotensina (ECA) producida en los pulmones, pasa a angiotensina II que tiene dos propiedades: 1) es un potente vasoconstrictor aumentando directamente la presión arterial y 2) estimula la secreción de aldosterona de la corteza adrenal.

El sistema renina-angiotensina y los iones potasio son los reguladores principales de la aldosterona; la hormona adrenocorticotropa (ACTH), los iones sodio y otras sustancias, como el factor natriurético atrial, son reguladores menores de la secreción de aldosterona.

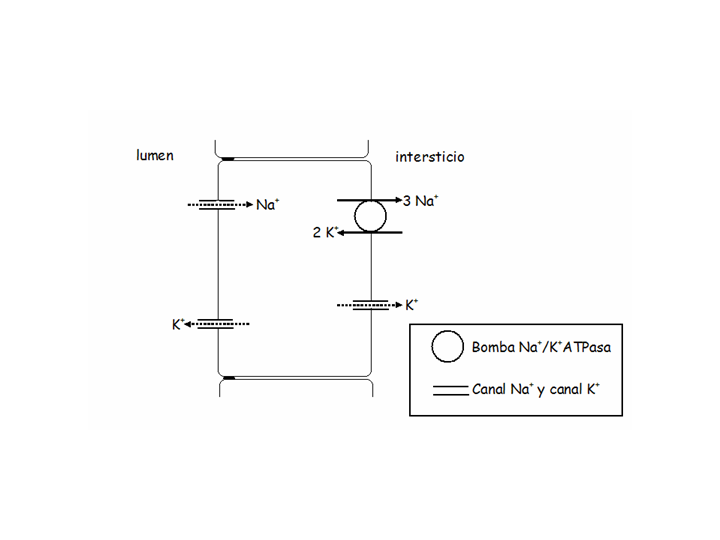
Modelo del transporte celular en la reabsorción de sodio en una célula P sensible a aldosterona.

La aldosterona tiene como células diana a las células epiteliales de los túbulos contorneados distales de los nefrones, y su principal función es aumentar la reabsorción de sodio y la secreción de potasio e hidrogeniones. Como el agua sigue al sodio fuera de los túbulos por ósmosis, la aldosterona aumenta el volumen y la presión sanguínea pero no aumenta la concentración de sodio.  En las células principales (células P) de la última porción del túbulo contorneado distal y del conducto colector la reabsorción de sodio está ligada a la secreción de potasio. El sodio entra a la célula a través de la membrana apical por canales sodio. Es luego bombeado fuera de la célula al espacio intersticial por la bomba Na+/K+ATPasa de la membrana basolateral. El potasio que entra a la célula por la actividad de la bomba Na+/K+ATPasa sale a través de canales potasio de las membranas apical y basolateral.
La aldosterona es una hormona esteroide liposoluble, por lo que atraviesa la membrana celular y se une a receptores citoplasmáticos de las células principales(células P) del túbulo contorneado distal, el complejo aldosterona-receptor difunde al núcleo donde activa la trascripción de genes asociados al transporte de sodio y potasio: aumenta el número y la actividad de la Na+/K+ATPasa, el número y la actividad de los canales sodio y de los canales potasio. Además, aumenta la actividad de enzimas involucradas en la síntesis de ATP. Por otra parte, existen indicios de un rápido efecto no genómico de la aldosterona sobre la entrada de sodio a la célula, a través de un efecto sobre el intercambiador Na+/H+ de la membrana apical.

##### Péptido natriurético atrial (PNA)
Un mecanismo adicional involucrado en la regulación de los niveles de sodio implica al péptido natriurético atrial (PNA). Esta hormona es sintetizada por las células musculares de las aurículas del corazón, y es liberada en respuesta a la distensión auricular. El péptido natriurético atrial actúa en el riñón, dilata las arterias renales aumentando el flujo sanguíneo, antagoniza los efectos del sistema renina-angiotensina-aldosterona inhibiendo a la aldosterona. Por otra parte, inhibe directamente la reabsorción de sodio e inhibe la secreción de ADH promoviendo la pérdida de agua en la orina. Todas estas reacciones tienden a reducir el sodio sanguíneo y por lo tanto a reducir el volumen y presión sanguínea.

### Mecanismos de aumento de presión
Para aumentar la presión sanguínea inicialmente el hipotálamo fabrica una hormona llamada ADH, que va a almacenarse al interior de la hipófisis. Una vez que el cuerpo percibe que se necesita aumentar la presión de la sangre el hipotálamo produce y libera la ADH. Cuando esta hormona se libera se dirige hacía nefrón, unidad funcional del los riñones, para que aumente su nivel de permeabilidad, aparte de una vasoconstricción de las arterias (es decir que las aprieta, con el fin de que la presión aumente).
La hipófisis por su parte también crea su propia hormona, la ACTH, que al igual que la ADH se dirigirá al riñón (específicamente a las glándulas suprarrenales). Una vez que la ACTH llega a la glándula, esta al verse estimulada libera otra hormona llamada aldosterona, que estimulará al riñón para que retenga sodio que sería llevado a la orina, y lo traspase a la sangre, lo que también favorecerá un aumento de presión.
Si se necesita que este último proceso se mantenga el mismo riñón producirá una enzima llamada renina, que formará a su vez angiotensina II, la cual se dirigirá a las glándulas suprarrenales para que el ciclo se vaya manteniendo.

### Mecanismos de disminución de presión
El único órgano encargado de la disminución de presión arterial y sanguínea es el corazón, contrariamente a lo que se podría pensar que algún otro mecanismo existe para este fin. Cuando este órgano estima que la presión ya está demasiado alta, produce una hormona llamada péptido natriurético auricular, que se dirigirá las glándulas suprarrenales con el fin de inhibir la producción de la aldosterona.

## Osmorregulación en plantas
De acuerdo a los requerimientos de agua, las plantas se denominan: hidrófitas si están adaptadas a vivir total o parcialmente sumergidas en el agua, mesófitas si están adaptadas a un aporte moderado de agua y xerófitas si están adaptadas a ambientes áridos. Por otra parte, las halófitas son plantas que toleran altas concentraciones de sales en el suelo.
Las plantas, xerófitas y halófitas,  que habitan desiertos y suelos salinos, respectivamente, están expuestas casi constantemente a estrés hídrico. Estas plantas toleran el estrés hídrico gracias a diversas estrategias como aumento en la eficiencia en el uso del agua, con metabolismo C4 o CAM. Otras adaptaciones de las plantas a climas áridos son una gruesa cutícula muy impermeable recubierta por capas céreas, estomas dispuestos en el fondo de criptas y alta densidad de tricomas. Además, las plantas que habitan ambientes salinos mantienen un bajo potencial osmótico en las células, lo cual facilita la entrada de agua. Estas plantas evitan la lesión por sales mediante la exclusión de iones en las hojas o su compartimentación en las vacuolas.
La mayoría de las plantas mesófitas, aunque no habiten ambientes particularmente secos, experimentan ocasionalmente estrés hídrico caracterizado por el incremento en la concentración de solutos en la célula y el descenso de la presión de turgencia
Las plantas responden al estrés por déficit hídrico a nivel celular y molecular. Entre las respuestas moleculares de las plantas al estrés osmótico se encuentran los incrementos en osmolitos compatibles, acuaporinas, especies reactivas de oxígeno y niveles de ácido abscísico(ABA). Los ajustes iónicos celulares involucran cambios en proteínas de transporte transmembrana como ATPasas translocadoras de H+, Ca2+ATPasas, y antiportes Na+/H+ que ayudan a mediar la homeostasis. Se ha demostrado que estos cambios en proteínas de transporte iónico son especialmente importantes durante el estrés salino, y que son un mecanismo de regulación de la homeostasis osmótica citoplasmática durante condiciones de estrés hídrico.
El ácido abscísico (ABA) juega un papel en la respuesta al estrés hídrico, regulando el cierre estomático y la inducción de la expresión génica pero no todos los genes que responden al estrés hídrico son inducidos por ABA.

### Acumulación de osmolitos como respuesta osmorreguladora
A nivel celular, como respuesta de resistencia a una disminución en la disponibilidad de agua, las plantas superiores acumulan selectivamente solutos en sus células. Esta respuesta se conoce como osmorregulación o ajuste osmótico y tiene un papel fundamental en la aclimatación de las plantas a condiciones de sequía o de salinidad.
El ajuste osmótico es un proceso que disminuye el potencial de solutos y el potencial hídrico total de tallos, hojas, y raíces. Como resultado, las plantas pueden absorber agua a potenciales hídricos del suelo menores y mantener la presión de turgencia y la actividad fisiológica relacionada al contenido hídrico en los tejidos.
En general, el ajuste osmótico se presenta en plantas sometidas a un estrés lento e involucra la modificación de la expresión génica relacionada con enzimas clave en la vía de síntesis de osmolitos.
La acumulación de iones durante el ajuste osmótico ocurre principalmente en las vacuolas. Debido a esta compartimentación de los iones, se deben acumular otros solutos en el citoplasma para mantener en equilibrio el potencial hídrico intracelular. Estos otros solutos, que reciben el nombre de solutos compatibles u osmolitos compatibles, son moléculas orgánicas de bajo peso molecular que no afectan negativamente las funciones enzimáticas. Entre los osmolitos se incluye el aminoácido prolina, azúcares alcohólicos (como por ejemplo sorbitol y manitol) y una amina cuaternaria, llamada glicina betaína.

### Regulación de la permeabilidad celular
Las acuaporinas, proteínas canal de agua de las membranas intracelulares y plasmáticas,  juegan un papel fundamental en las relaciones hídricas de las plantas. Varias líneas de evidencia sugieren que las acuaporinas controlarían el transporte de agua desde las raíces a las hojas durante la transpiración regulando la homeostasis citoplasmática. El flujo de agua dentro de la planta puede ser modificado alterando la regulación, expresión, o ubicación subcelular de acuaporinas específicas. Así, entre las respuestas moleculares de las plantas al estrés osmótico, se encuentran los cambios en la expresión génica de acuaporinas.
Su abundancia en la membrana plasmática y en el tonoplasto varía con las condiciones ambientales y depende de las necesidades celulares de obtención y retención de agua. Una compleja combinación de mecanismos reguladores operaría durante la regulación de la turgencia y, más en general, durante el estrés hídrico. Según las evidencias, la velocidad del movimiento del agua a través de las acuaporinas está regulada por la fosforilación de estas proteínas inducidas por cambios en segundos mensajeros, como iones Ca2+. Para aumentar la conductividad transcelular global las células sintetizan nuevas acuaporinas y las dirigen a las membranas plasmáticas.

### Control estomático de la pérdida de agua
Las plantas primitivas como los líquenes y musgos no poseen mecanismos para prevenir la pérdida de agua y su actividad está limitada a los breves períodos de disponibilidad de humedad (diurna o estacional). Estas plantas, llamadas de resurrección,  son capaces de secarse casi completamente y reactivar sus procesos vitales cuando disponen de agua.
Las hojas de las plantas vasculares están recubiertas por una cutícula que hace que sus superficies sean muy impermeables al agua y al dióxido de carbono. Solo una pequeña fracción del agua que transpiran las plantas se pierde a través de esta cubierta protectora, y otra pequeña parte se pierde a través de las lenticelas de la corteza. La mayor cantidad de agua transpirada se pierde a través de los estomas.
Las plantas superiores no poseen órganos osmorreguladores particulares y a nivel celular la vacuola es crucial en la regulación de los solutos del citoplasma. Sin embargo, en estas plantas los estomas son importantes en la regulación de la pérdida de agua por evapotranspiración.
Los estomas constan de dos grandes células denominadas guarda u oclusivas que rodean al poro estomático. En contraste con las células ordinarias epidérmicas, las células guarda poseen cloroplastos. En numerosas plantas se distinguen células subsidiarias o accesorias, que suelen ser dos o más células que bordean las células guarda. Al conjunto de células guarda y células subsidiarias se le denomina aparato estomático.
Los movimientos estomáticos dependen de cambios en la presión de turgencia de las células guarda y las células epidérmicas adyacentes. La apertura se produce cuando los solutos se acumulan activamente en la célula guarda. La acumulación de solutos provoca el movimiento de agua hacia las células guarda y un aumento progresivo de la presión de turgencia que excede a la que existe en las células epidérmicas de los alrededores. El cierre de los estomas se debe al proceso inverso: al descender el contenido de solutos de las células guarda, el agua sale de estos y la presión de turgencia disminuye
Cuando los estomas están abiertos el agua es transpirada y el CO2 entra a la hoja a través del poro estomático. Durante el estrés hídrico el poro estomático puede cerrarse reduciendo la pérdida de agua. Varios mecanismos funcionan al mismo tiempo para cerrar los estomas, tales como el cierre hidropasivo y señales químicas de la hormona ácido abscísico (ABA). El desarrollo de los estomas es considerado una de las adquisiciones más importantes en la evolución de las plantas.
En el cierre de los estomas se pueden distinguir dos mecanismos: el mecanismo hidropasivo, donde los cambios de turgencia son debidos a una modificación del potencial hídrico de las células guarda, y el mecanismo hidroactivo que involucra cambios activos del potencial osmótico.

#### Mecanismo hidropasivo
El cierre hidropasivo se debe a la pérdida directa de agua por evaporación de las células guarda, con la consiguiente pérdida de turgencia de la célula. Actúa una humedad externa muy baja, cuando el agua que se pierde no se compensa rápidamente.
Cuando esto ocurre las células guarda son incapaces de mantener la forma y el poro estomático se cierra. Algunos estudios han demostrado que el cierre estomático hidropasivo es importante en helechos y en Lycopsidas, pero que no lo es en las Angiospermas y en las Gimnospermas. Esto se debe a que en las angiospermas y en las gimnospermas las células guarda interactúan estrechamente con las células subsidiarias. Cuando las células guarda pierden presión de turgencia también lo hacen las células subsidiarias y la fuerza ejercida desde las células subsidiarias separa a las células guarda abriendo el estoma. En contraste,  las células guarda de los helechos y Lycopsidas no interactúan estrechamente con las células subsidiarias. La pérdida de presión de turgencia en las células subsidiarias de estas plantas, por lo tanto, no separa a las células guarda.

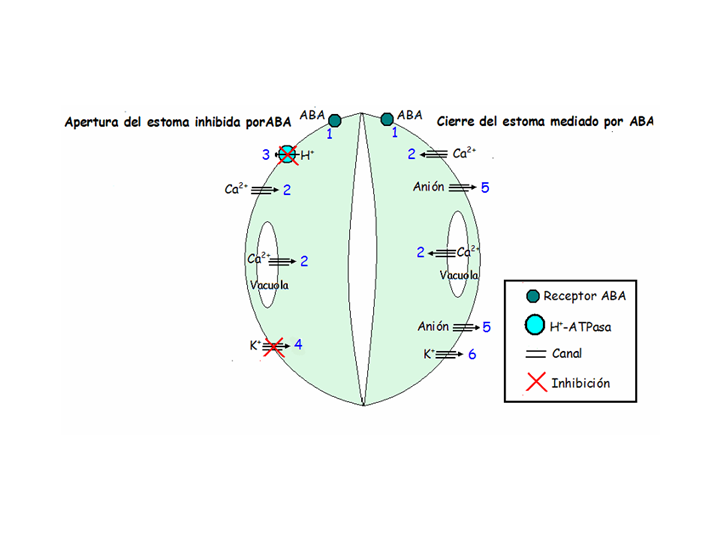
Modelo de los procesos de transporte de membrana durante el cierre de los estomas mediado por ABA. 1. El ABA se une al receptor en la superficie de la membrana plasmática de las células guarda.2.El ABA activa la apertura de canales Ca^{2+} y aumenta el Ca^{2+} citosólico. 3.El aumento del Ca^{2+} citosólico inhibe a las bombas protónicas. 4.El aumento del Ca^{2+} citosólico inhibe a los canales K^{+} de entrada. 5.El aumento del Ca^{2+} citosólico activa dos tipos de canales aniónicos de membrana y se despolariza la membrana plasmática. 6.La despolarización activa canales K^{+} de salida.

#### Mecanismo hidroactivo
Los estomas se cierran en respuesta a una señal como el estrés hídrico. Este mecanismo depende de los procesos metabólicos que reducen el contenido de solutos de la célula guarda como consecuencia de la pérdida de agua.
En las Angiospermas y Gimnospermas la hormona ABA activa las rutas de señalización que inducen el cierre del estoma, además del cierre estomático el ABA inhibe la apertura estomática inducida por la luz. En este último caso, el ABA actúa por inhibición de la entrada de K+ a través de los canales K+ de entrada.
Durante el estrés hídrico el ABA es producido en las hojas y en la raíces y es transportado a las células guarda donde se encuentran receptores específicos de ABA.  El ABA induce la producción de especies reactivas de oxígeno (ROS) (por ejemplo H2O2), que a su vez actúan como disparador de la producción de NO, y del influjo de Ca2+ a través de las membranas plasmática y vacuolar. El aumento de los niveles de Ca2+ activa canales aniónicos, generando la salida de aniones (Cl-, NO3-, malato2-) al exterior de la célula. La salida de aniones genera una fuerte despolarización de la membrana, lo que a su vez, produce la salida de K+ por canales K+ de salida (K+ out). El K+ y los aniones que son liberados a través de la membrana plasmática son liberados primero de las vacuolas al citosol.  Simultáneamente el Ca2+ inhibe a los canales K+ de entrada (K+ in). El malato es convertido en almidón reduciendo aún más el potencial osmótico. Todo esto conlleva un incremento en el potencial hídrico, la salida de agua y la pérdida de turgencia de las células guardas, lo que conduce al cierre estomático.

### Respuesta de las plantas halófitas al estrés salino
A diferencia de los animales las plantas no requieren sodio, o solo lo requieren en concentraciones muy bajas. Es por ello, que en aguas salobres y en suelos salinos el crecimiento y la supervivencia de las plantas se encuentran muy limitados.
El efecto negativo que el estrés salino tiene sobre el crecimiento y desarrollo vegetal se debe a dos factores: el osmótico y el iónico.
Osmótico: si la concentración de solutos del suelo se incrementa, el potencial hídrico se reduce y la planta no puede absorber agua. La respuesta de las plantas es la osmorregulación o ajuste osmótico.
Iónico: hace referencia a que el sodio, el cloro y otros iones son tóxicos para la planta cuando se encuentran en concentraciones relativamente altas.
La mayoría de las plantas (denominadas glucofitas) no pueden sobrevivir durante mucho tiempo al estrés salino, la excepción son las halófitas, plantas adaptadas a la salinidad.
Las halófitas pueden dividirse en halófitas exclusivas o inclusivas de iones. Plantas exclusivas, son aquellas en las que la sal llega a las partes aéreas en pequeñas cantidades. Para ello, las raíces presentan una gran selectividad en la absorción de ciertos iones como el potasio, o reabsorben la sal que asciende por el xilema a su paso por las raíces y el tallo.
Las halófitas inclusivas absorben gran cantidad de sales y las almacenan en las vacuolas de las células parenquimáticas del tallo y de las hojas que son carnosas o suculentas con capacidad fotosintética. Otras halófitas inclusivas excretan el exceso de sal a la superficie foliar por medio de glándulas salinas.